# ФК Клифтънвил
ФК „Клифтънвил“ (на английски: Cliftonville F.C.) е футболен отбор от Северна Ирландия, участващ във висшата лига на страната.
Клубът е основан на 20 септември 1879 г. от Джон Маккреди Макалъри в квартал Клифтънвил на Белфаст. Това е най-старият футболен клуб в Ирландия и през 2009 г. празнува 130-а си годишнина. От 1890 г. отборът играе на стадион „Солтитюд“.
Отборът на Клифтънвил е печелил 4 пъти в най-елитния ешелон на Северна Ирландия, през 1910, 1998, 2013 г., както и още веднъж през 1906 г., но тогава отборът е имал еднакви показатели с този на „Дистилъри“. Също така тимът е печелил 8 пъти купата на страната, като това е станало за последно през 1979 г.
През сезон 2010 – 11 в третия квалификационен кръг на Лига Европа отборът среща българския ЦСКА София. „Клифтънвил“ губи и двата мача с общ резултат 5 – 1.

## Успехи
Национални
- ИФА Премиършип
  -  Шампион (5): 1905 – 1906 (заедно с Лисбърн Дистилъри), 1909 – 1910, 1997 – 1998, 2012 – 2013, 2013 – 2014
  -  Вицешампион (6): 1892 – 1893, 1895 – 1896, 1896 – 1897, 1897 – 1898, 1907 – 1908, 2009 – 2010
  -  Бронзов медалист (8): 1893 – 1894, 1898 – 1899, 1954 – 1955, 1983 – 1984, 2006 – 2007, 2007 – 2008, 2011 – 2012, 2023 - 2024
- Купа на Северна Ирландия
  -  Носител (9): 1882 – 1883, 1887 – 1888, 1896 – 1897, 1899 – 1900, 1900 – 1901, 1906 – 1907, 1908 – 1909, 1978 – 1979, 2023 – 2024
  -  Финалист (13): 1881 – 1882, 1882 – 1883, 1886 – 1887, 1889 – 1890, 1892 – 1893, 1909 – 1910, 1926 – 1927, 1933 – 1934, 1996 – 1997, 1998 – 1999, 2012 – 2013, 2017 – 2018, 2024 - 2025
- Купа на лигата
  -  Носител (5): 2003 – 2004, 2012 – 2013, 2013 – 2014, 2014 – 2015, 2015 – 2016, 2024 - 2025
  -  Финалист (3): 1994 – 1995, 2006 – 2007
- Суперкупа на Северна Ирландия
  -  Носител (1): 1998
  -  Финалист (3):
- Златна купа на Северна Ирландия
  -  Носител (3): 1922 – 1923, 1932 – 1933, 1980 – 1981
- Купа Флуудлит
  -  Носител (1): 1995/96
- Благотворителен трофей
  -  Носител (1): 1998
- Купа на Алхамбра
  -  Носител (1): 1922

Регионални
- Трофей на графство Антрим
  -  Носител (8): 1891 – 1992, 1893 – 1994, 1897 – 1998, 1925 – 1926, 1978 – 1979, 1996 – 1997, 2006 – 2007, 2008 – 2009
- Благотворителна купа на Белфаст
  -  Носител (10): 1884, 1886, 1887, 1888, 1889, 1897, 1906, 1908, 1909, 1924

Международни
- Сетанта спортс къп
  -  Финалист (1): 2011